# 럭소 라스베이거스

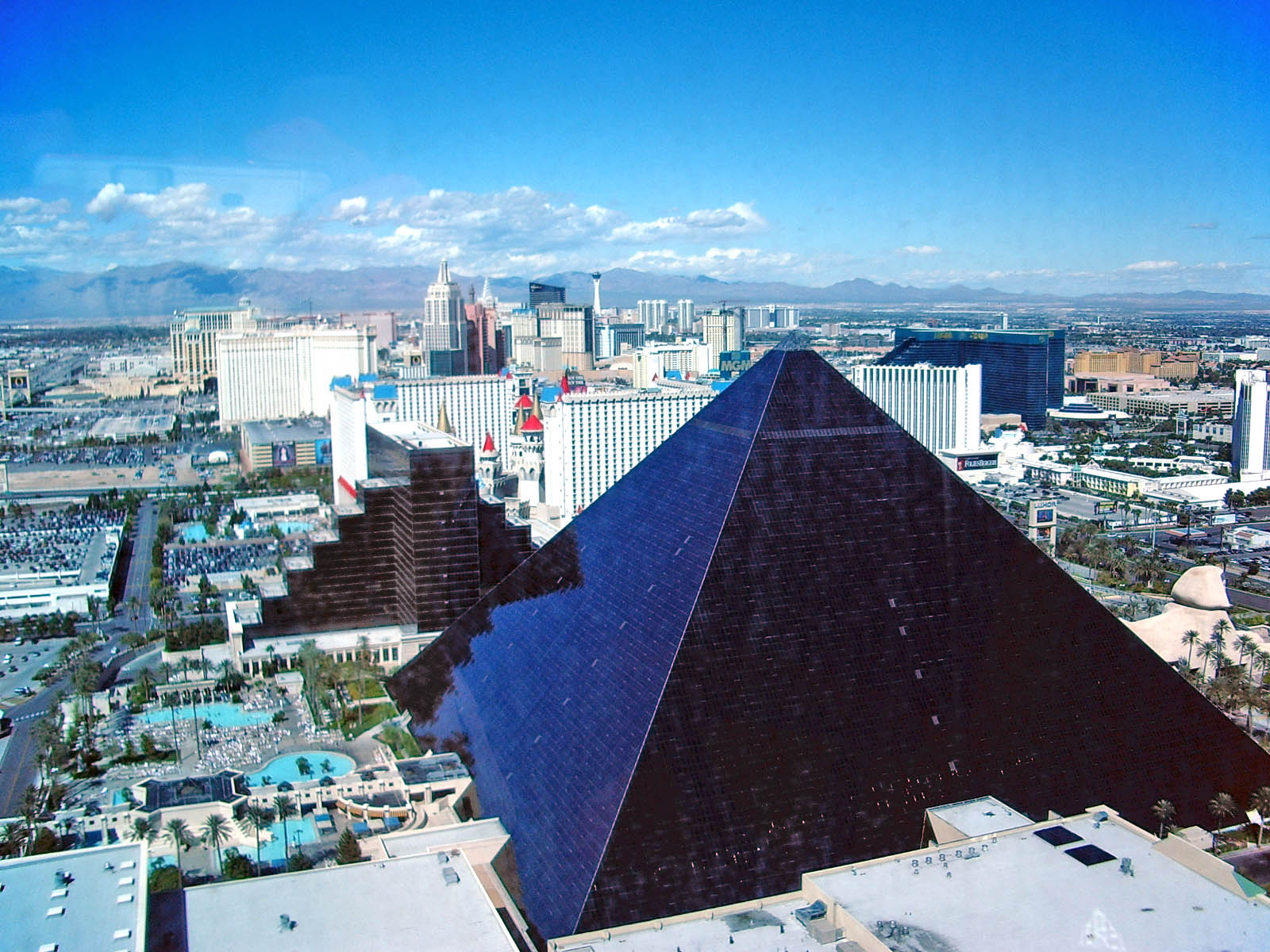
럭소 라스베이거스

럭소 라스베이거스(Luxor Las Vegas)는 미국 네바다주 패러다이스 라스베가스 스트립에 위치한 호텔이다. 고대 이집트를 테마로 하고 있는데, 테마를 갖고 있는 라스베가스의 여러 메가리조트 중 하나이다. 럭소 호텔의 기공식은 1991년이었는데, 그 해에 MGM 그랜드 라스 베가스, 트레저 아일랜드 호텔 앤드 카지노 등도 건설이 시작된 바 있다. 이집트 문명을 모티브로 삼고 있으며, 객실 수는 4407실이다. 객실은 속이 비어 있는 피라미드 안쪽면을 따라 있다. 쌍둥이 지구라트 타워가 나중에 추가되었다. 이 호텔은 이집트의 고대 도시였던 룩소르(Luxor)의 이름을 따 명명되었다. (고대 테베) 왕가의 계곡, 카르낙, 럭소 사원 및 여러 파라오의 유적들이 서 있던 도시였다; 하지만 피라미드는 서 있지는 않은 곳이었다.
2007년 7월, 호텔의 소유주인 MGM 미라지는 럭소의 전체 리노베이션 계획을 발표하였다. 8억 미국 달러를 들여 럭소의 접객 공간 중 80%를 뜯어 고치는 계획이었다. 이집트 문명 테마 아래 여기저기 들어선 건축물 및 장식들을 철거하고, 좀 더 성인 취향의, 또한 좀 더 현대적인 라운지, 식당, 클럽을 추가한다는 계획이었다. 2007년 중반에는 피라미드의 검은 색 외벽 전체를 건물 15층 높이의 "앱솔루트 보드카" 광고로 뒤덮기도 하였다.

## 역사
럭소는 라스베가스 스트립의 남쪽 긑에 위치한다. 맥캐런 국제 공항의 맞은편이다. 럭소 호텔의 남쪽에는 맨들레이 베이 리조트 앤드 카지노가 들어서 있으며, 북쪽에는 엑스칼리버 호텔 앤드 카지노가 들어서 있다; 이 세 호텔은 무료 버스 및 지역 모노레일로 연결되어 있다. 이 세 호텔은 서커스 서커스 엔터프라이지즈(Circus Circus Enterprises)가 건설하였다. 나중에 이 회사는 맨들레이 리조트 그룹으로 이름을 바꾸었다.
1993년 10월 15일 럭소 호텔이 개장했을 때, 호텔의 피라미드가 라스 베가스 스트립에서 가장 높은 건물이었다. 건설 비용은 3억 7천 5백만 달러였다. 1998년에는 6억 7천 5백만 달러를 들여, 극장 한 곳과 추가의 호텔 타워가 들어섰으며, 객실 수가 2000여 실 늘어났다. 2004년 6월, 맨들레이 리조트 그룹은 MGM 미라지에 매각되었다. 라스 베가스 스트립에 위치한 다른 여러 호텔들과 마찬가지로 MGM 미라지의 소유가 되었다.
이 호텔이 처음 개장했을 때만 해도, 이집트 테마가 아주 강했다. 카지노를 강 하나가 둘러싸고 있고, 그 위에 배가 떠다니는데, 그 배는 투숙객들을 피라미드의 각 꼭짓점에 있는 인클리네이터 코어(inclinator core)로 데려다 주었다. 하지만 사람들이 유람선을 타는 데 너무 시간이 걸린다고 불평하자, 호텔 측은 유람선을 고대 이집트 예술품 사이를 유람하는 리버 라이드(river ride)로 변경하였다. 1995년 호텔 측이 좀 더 고급 취향의 호텔을 지향하기 시작하면서, 리버 라이드 및 이집트 테마 시설은 자취를 감추기 시작하였다. 공식적이지는 않지만, 매우 유명한, 유령 이야기가 하나 있었다. 배가 어두운 터널을 지날 때, 관광객들이 럭소가 건축될 때 사망한 세 명의 노동자들의 유령을 간혹 본다는 것이었다. 이런 이유로 나일강 유람 시설이 철거되었다고 전해진다.
라스 베가스 지역 내에서 이 리조트는 오락 시설로도 유명했다. 1층에는 나이트클럽인 라가 있었는데, 2006년 7월 22일 무기한으로 폐장하였다. 2000년부터 2005년까지 럭소 극장은 매우 유명했던 행위 예술 쇼 블루 맨 그룹이 공연되었다. 2005년부터 베네치안으로 옮겨 공연되고 있다. 2006년 2월 15일부터는 뮤지컬 헤어스프레이가 2006년 말까지 열렸었다.
2006년에는, MGM 미라지가 럭소의 리노베이션을 시작하였다. 동쪽 타워 및 서쪽 타워에 있는 객실에 있던 가구가 바뀌었다. 두 개의 고급 레스토랑이었던 아이시스(Isis)와 세이크리드 시 룸(Sacred Sea Room)은 문을 닫았다. 라(RA) 라이트 클럽 – 한 때는 도시에서 가장 성공적이었던 나이트클럽이었으나 2006년 당시 입장객의 감소를 보이고 있던 – 은 셔터를 내렸다. 라(RA) 나이트 클럽 대신 로스앤젤레스 나이트 클럽의 라스 베가스 지점 LAX 보관됨 2008-04-20 - 웨이백 머신 이 2007년 8월 31일에 들어섰다. 브리트니 스피어스가 개장 기념 쇼 진행을 맡았다. Aspen 702이라는 이름의 레스토랑은 광고는 되고 있으나 아직 개장하지 않고 있다.
마술사 크리스 앤젤은 2006년 그의 TV 시리즈 《Mindfreak》을 이 호텔에서 촬영하기로 계약하였다. 크리스 앤젤은 현재 럭소에 프로덕션 사무실을 갖고 있다. 2008년 기준으로, 크리스 앤젤(Criss Angel)은 럭소에서 새로운 마술 테마의 시르크 드 솔레이유 프로덕션을 기획하고 있다.

### 2007 폭발 사고
2007년 5월 7일, 럭소 호텔 주차장에서 폭발 사고가 일어나 호텔 종업원 한 명이 사망하였다. 조사 기관은, 희생자가 이 폭발의 주목표였을 것이라고 추정하고 있다. 호텔 투숙객들은 대피하지 않았으며, 폭발이 일어났던 주차장도 손상을 입지 않았다. 이 사건의 조사는 계속 진행 중이다. 폭발은 사제(homemade) 폭탄에 의해 일어났을 것으로 추정되고 있다.

## 디자인

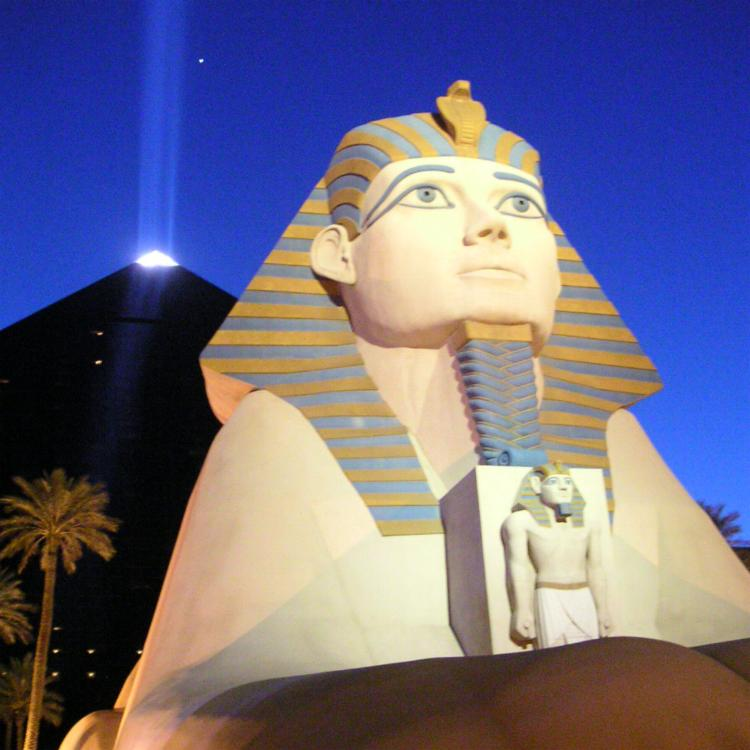
호텔 입구를 지키고 있는 스핑크스

럭소 호텔은 그 특유한 디자인 때문에 라스 베가스 스트립에서 가장 두드러져 보이는 리조트 중 하나이다. 유명한 호텔 건축 설계사인 벨든 심슨이 설계하였다. 호텔의 주건물은 높이가 106m이다. 검은 색 유리로 만든 30층짜리 피라미드이다. (기자의 피라미드는 꼭대기 높이가 약 146m이다.) 대형 오벨리스크에는 럭소라는 이름이 쓰여 있으며 빛을 낸다. 대형 스핑크스 복제품이 건설되어 있는데, 그 아래로 prte-cochere가 있다.

## 럭소 스카이 빔

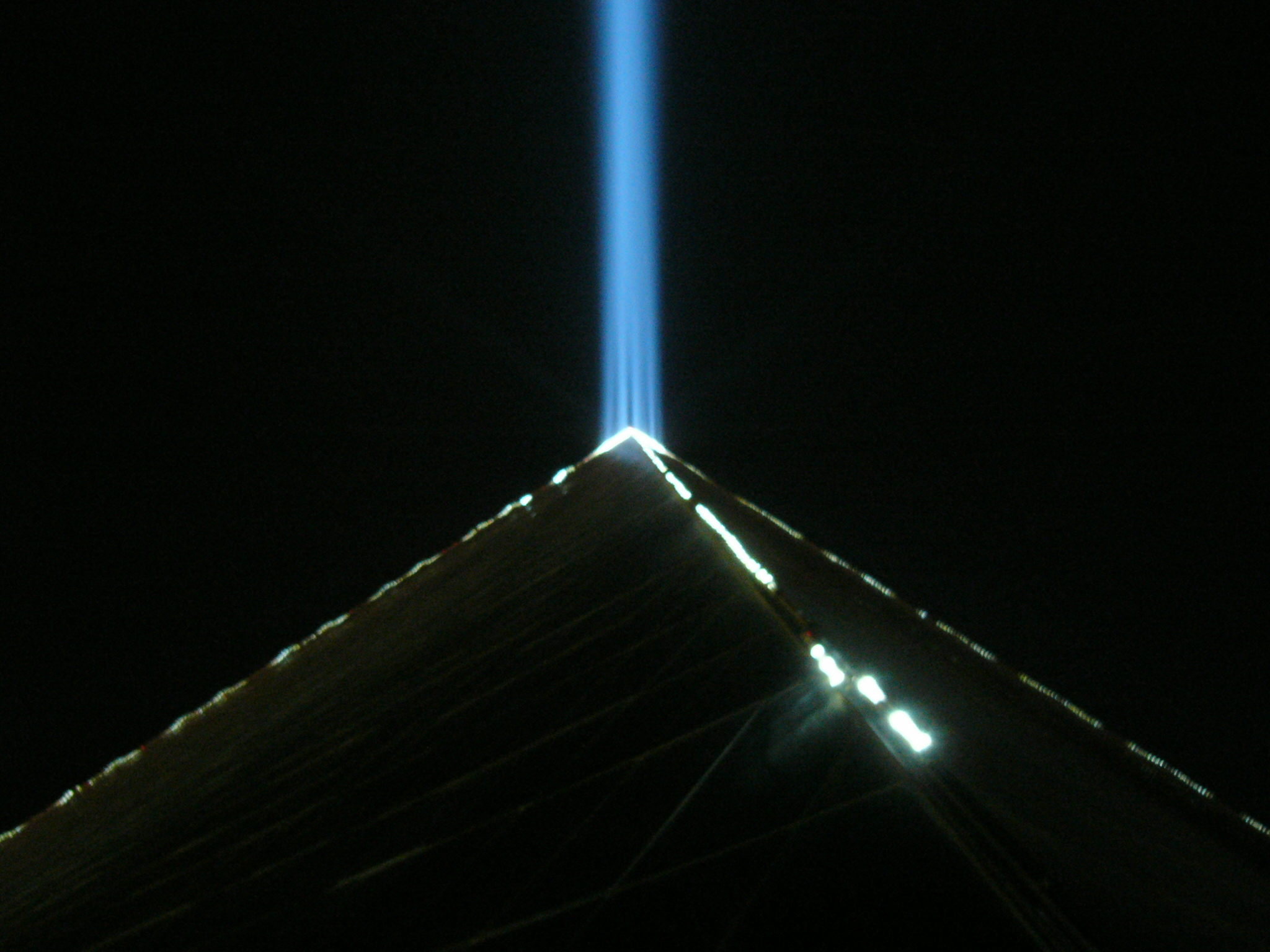
럭소에서 나오고 있는 빛

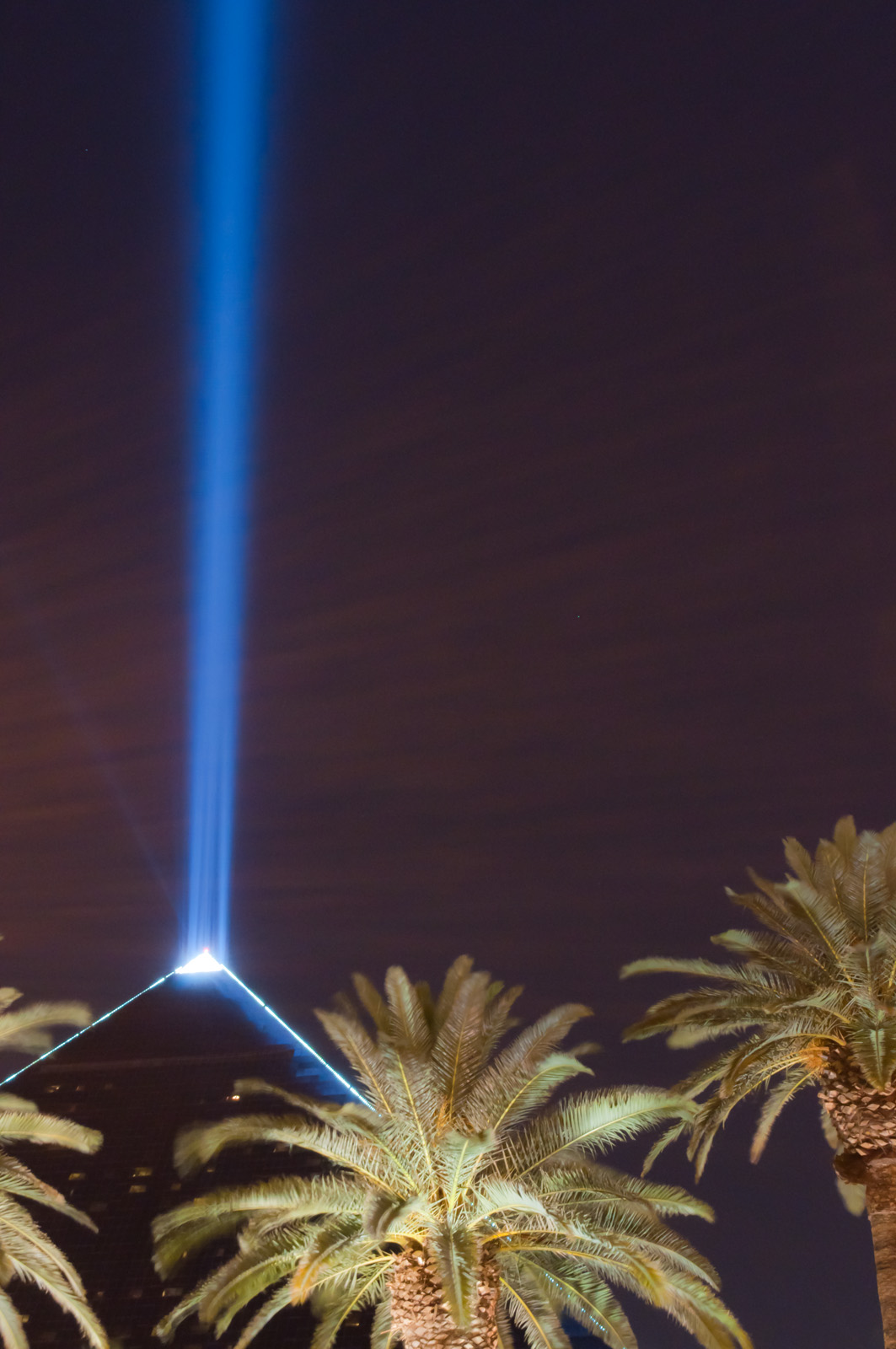
라스베이거스 대로에서 보는 럭소 스카이 빔.

423억 칸델라의 럭소 스카이 빔은 세계에서 가장 강력한 광선이다. 컴퓨터 설계를 이용하여, 39개의 제논 전구에서 방출되는 빛이 곡선 거울을 통해 한 점으로 모이게 되며, 이 빔을 설계한 엔지니어는 최대 약 16km 떨어진 곳의 신문을 읽을 정도로 밝다고 설명했다. 맑은 밤에서는 이 스카이 빔이 443km 떨어진 로스엔젤레스의 순항 고도에 있는 비행기가 목격할 수 있다.
39개 전구 하나하나는 7천 와트이며, 제토테치 설비는 1,200 달러가 들었다. 최대 성능에서는 시스템 작동을 위해 한 시간에 51달러가 소모되며, 315,000 와트의 전기를 소모하기 때문에 매 시간마다 20달러가 더 소모된다. 이 빔은 1993년 10월 15일 처음으로 켜진 이후로 계속 안정적으로 작동하며, FAA가 지정한 조종사 지정 탐색 랜드마크이다.

## 속성 개요
Luxor는 스트립의 남쪽 끝에 위치해 있으며, Circus Circus Enterprises에서 개발한 다른 두 리조트 사이에 위치해 있다. 북쪽에는 Excalibur(1990년 개장)이 있고 남쪽에는 만달레이 베이(1999년 개장)이 있다. Mandalay Bay Tram은 세 구역을 왕래한다.
룩소르의 피라미드는 30층 높이이며, 357 ft (109 m)이다. 외벽면은 때때로 광고에 사용된다. 피라미드는 세계에서 가장 큰 아트리움을 포함하며, 부피는 2900만 입방피트(0.82백만 입방미터)이다. 리조트의 외관은 스트립을 향하고 피라미드 앞에 위치한 기자의 스핑크스의 재현품을 특징으로 한다. 재현품은 높이 106피트, 너비 80피트, 길이 262피트이다 (32 m × 24 m × 80 m). 스핑크스 내부에는 리조트의 포르트코셰어가 있다. 오벨리스크가 스핑크스 앞에 서 있다.
호텔에는 4,407개의 객실이 있다. 원래 피라미드 내부에 위치한 객실 2,526개로 개장했다. 객실은 피라미드 내부 벽을 따라 위치하고 있으며, 객실 밖의 산책로는 아트리움을 내려다 볼 수 있다. 피라미드 내부는 손님들을 객실로 안내하기 위해 39도 각도로 이동하는 경사형 엘리베이터를 사용한다. 구조물에는 피라미드의 각 모퉁이에 두 개씩 두 개의 엘리베이터가 있다. 1996년에 추가된 두 개의 호텔 타워는 피라미드 바로 북쪽에 위치한다. 지구라트 모양의 타워, Klai Juba Architects가 설계했다. 22층 규모로 약 2,000개의 객실이 추가되었다. 피라미드를 포함한 호텔 구조물의 외벽은 검은 유리 패널로 구성되어 있다.
룩소르에는 65,214 ft2 (6,058.6 m2) 카지노가 있다. 개장 당시에는 이집트 테마의 슬롯 머신이 2,500대가 있었다. 카지노에는 또한 82개의 테이블 게임, 포커 룸 및 경마 및 스포츠 북이 있다. 1996-97 리모델링에서 고급 게임장이 추가되었다. 18개의 임차인이 있는 작은 소매점 Giza Galleria도 문을 열었다. 또한 Mandalay Place 쇼핑몰은 Mandalay Bay와 Luxor를 연결하는 스카이브릿지에 위치한다.

## 같이 보기
- 심포니 오브 라이츠